# 木村謹治
木村 謹治（きむら きんじ、1889年1月2日 - 1948年1月13日）は、日本のドイツ文学・ドイツ語学者、東京帝国大学教授。文学博士。
秋田県南秋田郡大川村（現・五城目町）出身。県立秋田中学校（現秋田県立秋田高等学校）、慶應義塾普通部、第二高等学校を経て東京帝国大学独文科でカール・フローレンツに学ぶ。第四高等学校教授から、1924年東京帝国大学独文科助教授となり、1932年教授。同僚の相良守峯とともに編纂した独和辞典は「キムラ・サガラ」と呼ばれて長く使われた。またゲーテ研究に力を注いだ。生化学者の木村雄吉は実弟、ロシア文学者木村彰一及び外交官木村敬三は息子。

## 来歴・人物
秋田県南秋田郡大川村（後の五城目町大川）で父松助、母ナヲの7男3女の第3子として生まれる。生家の木村家は地主で、父親は村長も務めている。
1899年、高等科のない大川村大川小学校尋常科を卒業し、大久保村（後の秋田県潟上市）大久保小学校の高等科に進む。自宅から遠いため、大久保小学校の大和田胤永という教師宅に預けられた。これには、謹治に修養を積ませる父親の意図があった。大和田胤永の土崎小学校への転勤に合わせて謹治も同校に転校。謹治はどちらの学校でも成績は学年トップであった。
1902年、県立秋田中学校に入学。校友会体育部（現在の運動部）では漕艇科（現在のボート部）に所属した。同校5年生のときに教師と生徒の対立によるストライキに連座し退学処分となり、東京に出て慶應義塾普通部に転入した。1907年仙台市の旧制第二高等学校に合格、入学。在学中にドイツ文学に傾倒する。同時に、仏教にも強い関心を持ち、座禅に加わったりもした。
1909年東京帝国大学文科大学独逸文学科に入学。当時はドイツ文学に関する資料、文献は少なく、謹治は書店や古書店を巡って原書を探し求めた。これには父の経済的支援も大きかった。東京帝大の近くに、同大哲学科を卒業した浄土真宗僧侶で宗教家の近角常観が開いた寄宿舎「求道学舎」があり、謹治もここに通って常観の教えを受けた。大学を特待生で通した謹治は1913年に首席で同大学を卒業、1915年4月に金沢市の旧制第四高等学校教授として迎えられた。教え子の杉山産七によると、木村は背が高く黒髪色白で重厚謹厳な風采を持ち、雑談も教訓をたれることもなく、ウパニシャッドの講話が記憶に残ったという。
1920年9月から1923年4月まで、文部省在外研究員としてドイツへ留学、ベルリン大学でゲーテを中心にしたドイツ文学の研究に打ち込んだ。同時に、同大東洋学科で日本語を教えた。テキストには石川啄木の『啄木歌集』を用いた。
帰国して一旦は金沢に戻ったのち、1924年10月に東京帝大文学部独逸文学科に助教授として転任。それまでの日本では、ゲーテは「ギョエテ」「ゴエテ」「ゴーチェ」などとさまざまに呼ばれていたが、それを「ゲーテ」という呼び名に落ち着かせたのは謹治である。
当時の日本にはまだ和独辞典はなかったが、謹治は東京帝大時代の約4年を費やして『和独大辞典』の編纂にとりかかり、1937年に日本最初の和独辞典の出版にこぎつけた。また、同僚の相良守峯と二人で編纂した『木村・相良 独和辞典』は「キムラ・サガラ」の通称で呼ばれるほど長い間独和辞典の定番となっていた。
1932年3月に教授に昇任。翌年には学位論文『「若きゲーテ」研究』で文学博士の学位を取得、同大ドイツ文学科の主任教授に就任。日本におけるドイツ文学研究の中心的存在として、『和独大辞典』出版の年に謹治を会長にして「独逸文学会」がつくられた。1938年に日独文化親善への功労に対し、ドイツ政府よりドイツ鷲勲章二等功労十字章を贈られる。
1940年、大学近くの古書店で謹治は市井のゲーテ研究家であった粉川忠と偶然出会う。ゲーテの図書館をつくるのが夢という忠に、謹治は無償の個人教授を買って出た。毎週土曜日に謹治が忠のもとに通い詰める形で、1940年から1945年まで、謹治の忠への講義は延べ273回に及んだ。忠は1949年に東京都北区王子に東京ゲーテ協会（のちの東京ゲーテ記念館）を完成させた。
1948年、心臓病のため死去。墓所は多磨霊園。
故郷の秋田県五城目町の大川農村環境改善センター2階には木村謹治記念室が設置され、センター前に建つ顕彰碑には謹治の略歴とともに、1933年頃に謹治が作詞した母校大川小学校校歌の歌詞が刻まれている。

## 栄典
位階
- 1932年（昭和7年）12月15日 - 正五位
- 1938年（昭和13年）1月15日 - 従四位
- 1943年（昭和18年）2月15日 - 正四位
- 1948年（昭和23年）1月13日 - 従三位（追陞）

勲章等
- 1913年（大正2年）7月 - 恩賜の銀時計[3]
- 1933年（昭和8年）1月19日 - 勲五等瑞宝章
- 1933年（昭和8年）7月20日 - 勲四等瑞宝章
- 1937年（昭和12年）7月5日 - 勲三等瑞宝章

外国勲章佩用允許
- 1938年（昭和13年）7月4日 - ドイツ国：ドイツ鷲勲章二等功労十字章[3][4]

## 著書
- 「若きゲーテ」研究 弘文堂書店, 1934, 全国書誌番号:21349935, oaY1NnDdxpQC - Google ブックス
- ゲーテ論攷 伊藤書林, 1935, 全国書誌番号:47037969, lET9RpwEeaYC - Google ブックス
- 和独大辞典 博文館, 1937, 全国書誌番号:48014001
- ゲーテ 附・シルレルの美的教育思想に就いて 岩波書店「大教育家文庫」, 1937、復刊1984
- ファウスト研究 根本形態とその解釈 弘文堂, 1939, 全国書誌番号:46071562
- 和独辞典 博文館, 1940, 全国書誌番号:48014003
- 日本精神と獨逸文化 弘文堂書房, 1940, 全国書誌番号:20667418
- ウル・マイステル研究 弘文堂書店, 1941, 全国書誌番号:46029167
- 完成期のゲーテ 「ウイルヘルム・マイステル」の成立に因みて 弘文堂書房, 1946, 全国書誌番号:46029193
- 学としての文学 弘文堂書房, 1947, 全国書誌番号:46024708
- ゲーテの文学 志村書店, 1948, 全国書誌番号:48009608
- マイステル研究序説 弘文堂書房, 1948, 全国書誌番号:46029166

## 共編
- 独和辞典 相良守峯, 1940[5]

## 翻訳
- 思ひ出 マイヤー・ヘルステル 春陽堂, 1932, 全国書誌番号:47031987
- 幻想の未来 内藤好文共訳 フロイド精神分析大系 アルス, 1932
- 若きウエルテルの悩み ゲーテ 有朋堂、1938, 全国書誌番号:47035033
- ゲーテ ゲオルグ・ジムメル 桜井書店, 1943, 全国書誌番号:60008029
- ゲーテ随聞記 フォン・ミュラ 桜井書店, 1948, 全国書誌番号:21380830
- ゲーテ書簡・日記 第1－3巻 桜井書店, 1948, 全国書誌番号:46029319